# Eugeniu Grebenicov
Eugeniu Grebenicov (n. 20 ianuarie 1932, s. Slobozia Mare, Cahul – d. 29 decembrie 2013, înhumat la Cahul in anul 2014) a fost un matematician și astronom român basarabean, care a fost ales ca membru de onoare al Academiei de Științe a Moldovei, fost membru PCUS.

## Grebenicov și stelele
Eugen Grebenicov este un nume cunoscut pe mapamond dar aproape necunoscut în Basarabia, patria lui. La Moscova îl știu toți intelectualii. La Slobozia Mare, Republica Moldova localitatea în care s-a născut, când rostesc numele lui se strânge din umeri. Cei mai mulți dintre consătenii acestuia nu cunosc aproape nimic despre acest matematician celebru. În timp ce Chișinăul se preface a nu fi auzit de Grebenicov, Universitatea din Varșovia îl are drept titular, oferindu-i șefia unei catedre, marele savant făcând actualmente naveta între Moscova, orașul în care locuiește și capitala Poloniei. La Moscova există Școala de matematică Grebenicov, în timp ce în Moldova nu există măcar un singur liceu care să-i rețină numele. Și acesta în timp ce un asteroid mic îi poartă numele. Pe harta cerului, alcătuită de astronomi găsim și câțiva aștri sau formațiuni planetare care poartă numele unor români:
- 1.	Mihai Eminescu (asteroidul 9.495);
- 2.	George Enescu (asteroidul 9. 493);
- 3.	Constantin Brâncuși (asteroidul 6429);
- 4.	Elena Văcărescu (cu numele celebrei poete române de expresie franceză este denumită o formațiune de pe planeta Venus);
- 5.	Nicolae Donici (numele ilustrului basarabean de la Dubasarii Vechi îl poartă asteroidul  9494).
- 6.	Victor Daimaca (cometa Van Gent-Peltie-Daimaca);
- 7.	Herman Oberth (asteroidul 9253);
- 8.	Nicolae Sănduleac (asteroidul 9403);
- 9.	Jan Drăgescu (asteroidul 12.498);
- 10.	Spiru Haret (numele lui îl poartă un crater de pe fața invizibilă a Lunii)
- 11.	Constantin Dârvulescu (asteroidul 2331);
- 12.	Eugen Grebenicov (asteroidul 4268).

Acestea sunt numele celor 12 mari români care au devenit nume în astronomie. Doar unul dintre ei e în viață: Eugen Grebenicov de la Slobozia Mare, localitatea de lângă Vulcănești, Basarabia, unde n-a fost invitat măcar o singură dată, de când asteroidul Grebenicov seară de seară trece pe deasupra acestei localități de lângă Prut. Poate că neamul nostru e genial în a ști să-și renege fii. Când Grebenicov sosește la Varșovia e întâmpinat încă din gară de o gardă de corp, iar când vine la Chișinău, nimeni nu-l întâmpină, nimeni nu-l petrece. 
A candidat în 1992 la postul de rector al Universității de Stat din Chișinău. Se pare că n-a fost preferat de către senatul de atunci, ales înainte de 1989, datoritră faptului că fiind întrebat de cineva dintre cei prezenți: „Cum vedeți perspectiva relațiilor dintre R. Moldova și România”, savantul a spus: „Ele trebuie să devină o singură țară”. Neamul nostru care pune mai mare preț pe noroc, decât pe carte, iată-l și cu fii săi deveniți mari cărturari. Când vorbești cu Grebenicov îți dai seama că ai în față un om mare după simplitatea și modestia care îi sunt în fire și după faptul că-i tratează pe ceilalți ca pe niște egali.
Cred și eu că planeți cum le zicea Eminescu stelelor, se nasc și mor, iar oamenii rămân: în faptele lor, în descoperirile lor, în plinătatea vieții lor. Eugen Grebenicov, omul numele căruia îl poartă o stea, mai e contemporanul nostru. Lumina asteroidului nr. 4268 călătorește ani de zile până ajunge la noi.

## Biografie
Academicianul Eugen Grebenicov s-a născut la 20 ianuarie 1932 în comuna Slobozia Mare jud. Izmail. Tatăl său Alexandru Grebenicov, era aici preot și s-a căsătorit cu tânăra învățătoare Dana, originară din Galați. La vârsta de 6 ani Eugeniu e înscris la școala din Slobozia Mare. În 1938 părinții sunt transferați cu serviciul la Cahul și aici în 1949 termină școala medie nr. 2. Susține excelent examenele de admitere la Facultatea de Matematică a Universității din Chișinău. Primind biletul pentru examenul scris, stând încă în picioare a rezolvat 2 probleme oral. În bancă i-au trebuit doar 15 minute ca lucrarea să fie rezolvată în întregime. Membrii comisiei au rămas uimiți când candidatul a pus lucrarea în fața lor. Atunci unul dintre membrii comisiei l-a întrebat dacă dorește să susțină și examenul oral. Și l-a susținut cu succes. După masă a susținut examen la fizică. În următoarele 2 zile a susținut și celelalte 5 examene și în a 4-a zi a sosit acasă.
Reprezentantul Universității din Moscova la înscris la Facultatea de Matematică și Mecanică a Universității „M.V. Lomonosov” din Moscova.
Văzându-l că intră pe poartă, mama sa a început să-l probozească: „Aha, n-ai trecut examenele...”, iar Eugen: „Nu că nu le-am trecut, ci de acum încolo voi învăța la Moscova”. Așa a devenit elevul Eugen Grebenicov student (până la 1954) al Facultății de Matematică și Mecanică a Universității M.V. Lomonosov din Moscova.
În anul 1957 și-a susținut doctoratul iar la 1967 devine doctor abilitat. În 1971 e laureat al premiului de stat al URSS în domeniul științei. Printr-o decizie a Comitetului pentru denumiri, a Uniunii Internaționale Astronomice planeta mică nr. 4868 poartă numele Grebenicov.

### Despre identitatea românilor basarabeni
Grebenicov a fost un adversal al moldovenismului și adept al identității românești, recuperându-și cetățenia română în 1989. În 1993 Universitatea de Stat „Babeș-Bolyai” din Cluj-Napoca îi conferă titlul de doctor honoris cauza în matematică pentru merite științifice și didactice deosebite, în domeniile: analiză neliniară, astronomie și informatică. Eugen Grebenicov a spus: „M-am născut român și am să mor român, căci naționalitatea este precum chipul său încălțările. Națiunea „moldovenească” a fost inventată de Stalin ca și „limba moldovenească”.]] Pe românii din Ucraina îi mai accepta ca români, însă pe cei din Moldova nu, ca nu cumva să le treacă prin gând ideea de a se reuni cu frații de peste Prut. E una din invențiile cele mai diabolice ale comuniștilor de atunci, pe care o promovează insistent și cei de acum. De aceea, nici nu vor să mă mute în  Republică, probabil, fiindcă eu subliniez că sunt român și vorbesc românește. Chiar dacă o bună parte din viața mea am vorbit și am scris rusește, nu mi-am uitat totuși limba mamei. Și nu o voi uita și nu mă voi dezice de ea niciodată. Sunt mândru și solidar cu Academia de Științe a Moldovei, care a știut să apere demnitatea adevărului pe care trebuie să-l slujească. Nu există națiune moldovenească și limbă moldovenească după cum nu există națiune și limbă oltenească, bănățeană, maramureșeană, bucovineană, transnistreană. Există români și limba română și punctum, vorba clasicului. Cu această convingere am să intru și în mormânt.
Savant basarabean cu renume mondial în anii 1943-1944 a fost elev al Liceului „Ioan Vodă” din orașul Cahul. În anul 1949 absolvă școala medie nr. 2 din Cahul cu brio. Fiind absolvent, Eugen Grebenicov poate nici nu se gândea că peste timpuri va fi preocupat și de studierea problemelor mecanicii cerești. Anul 1954 îi aduce rezultatul muncii studențești. Absolvind Universitatea „M.V. Lomonosov” din Moscova cu mult succes este recomandat la doctorantură ca fiind unul dintre cei mai promițători absolvenți ai facultății de matematică-mecanică. Ca să ne dăm seama de calea creației științifice  a lui Eugen Grebenicov vom numi doar câteva activități ale sale: asigurarea telecomunicațiilor în cosmos, teza de doctor abilitat s-a numit „Studii calitative ale ecuațiilor diferențiale în mecanica cerească”, a lucrat la Universitatea „Patrice Lumumba” din Moscova, exercitând funcția de șef al catedrei de matematici spre sfârșitul anilor 50- începutul anilor 60, a fost șef al secției de matematică a institutului de fizică teoretică și experimentală în anii 60 al Academiei de Științe din URSS, iar ulterior, din anii 70 în ultimii ani e șeful Centrului de Calcul al Universității din Moscova.  
În floarea vieții și mereu în descoperirea tainelor științifice profesorul Eugen Grebenicov a fost chemat să țină discursul pentru studenții de la Universitatea din Cluj; e solicitat în Polonia și în alte țări. Nu de mult s-a sărbătorit ziua școlii nr. 2 (actual Liceul Teoretic „Ion Creangă”) unde s-a pomenit cu un cuvânt de bine și fostul ei absolvent Eugen Grebenicov. În 1949 a absolvit Școala Moldovenească din Cahul – Basarabia. În același an, a plecat la Moscova, unde, după 5 ani, în 1954 a absolvit Facultatea de Matematică și Mecanică ( Diploma cu mențiune) a Universității „M.V. Lomonosov”.

## Activitatea științifică
Grebenikov a început activitatea de cercetare științifică în ultimii ani de facultate și de doctorat sub conducerea profesorilor Nicolai D. Moiseev si Gheorghe N. Dubosin.
Descrierea relativ detaliata a acesteia poate fi găsită în 

## Activității didactice și de conducere
- 1962-1969: Șeful Catedrei de analiză matematică a Universității „Prietenia popoarelor” din Moscova.
- 1969-1978: Directorul Departamentului de Matematică al Centrului Federal Rus. Fizica teoretică și experimentală din Moscova și șeful Catedrei de Cibernetică a Universității de Construcții Electronice din Moscova.
- 1978-1988: director al centrului de calcul al universității „Lomonosov” din Moscova și Șeful Catedrei de Algebră și Analiză a Universității de Aviație din Moscova;
- 1988-1996: Director Științific al Universității de Supercalculatoare al Academiei Ruse, Moscova.

## Apartenența la PCUS
Grebenikov a fost membru PCUS. Cu toate acestea, din lucrarea , scrisă în baza contactelor personale dintre profesorul universitar de la Oradea Vasile Berinde și Eugeniu Grebenicov, rezultă, că Grebenicov a fost monitorizat de KGB cel puțin pe parcursul vizitelor sale în România la rude, cu scopul de a preveni scurgerea de informații strategice pentru URSS, ce vizau activitățile spațiale, în care era implicat Grebenicov. Este binecunoscută o frază din lexiconul lui Grebenicov: "Poți să nu fii comunist, dar ești obligat să fii membru", care, probabil,  se referea la urmăririle de către KGB și la relativa protecție, pe care i-o putea oferi carnetul de membru de partid. Din această perspectivă, trecerea lui Grebenicov în anii 70 de la postul de șef de secție la un Institut de cercetare de clasa I, la postul de șef al centrului de calcul universitar poate fi considerată ca o degradare. Dar, se pare, că și aceasta se datorează politicii de întinerire a  cadrelor de conducere de la Universitatea din Moscova, de care a beneficiat, în detrimentul cadrelor de vârstă înaintată.

## Repere ale creației științifice
- 1957 – Absolvent al aspiranturii (doctorat) al Universității „M.V.Lomonosov”.
- 1960 – Doctor în Științe fizico-matematice.
- 1967 – Doctor docent (doctor abilitat) în științe fizico-matematice.
- 1968 – Membru  al Uniunii Internaționale de Astronomie.
- 1971 – Laureat al Premiului de Stat al URSS în domeniul Științei.
- 1973 – Laureat al Premiului I al academiei URSS la concursul de monografii.
- 1980 – Medalia de Aur pentru succesele științifice ale expoziției URSS.
- 1983 – Laureat  al Premiului de Stat al Consiliului de Miniștri în domeniul Științei.
- 1992 – Academician de onoare al Academiei Republicii Moldova.
- 1992 – hotărârea Comitetului Internațional de Astronomie de a numi planeta mică nr. 4268 cu numele „GREBENICOV”.
- 1993 – Doctor Honoris Causa al Universității „Babeș - Bolyai” din Cluj-Napoca.

Eugen Grebenicov e autor a 20 de monografii și a peste 200 de articole în științe fizico-matematice publicate în diferite țări.

## Citat
- Nu există națiune moldovenească și limbă moldovenească după cum nu există națiune și limbă oltenească, bănățeană, maramureșeană, buconineană, transnistreană. Există români și limba română și punctum, vorba clasicului. Cu această convingere am să intru și în mormânt.[necesită citare]
- „M-am născut român și am să mor român, căci naționalitatea este precum chipul său încălțările. Națiunea „moldovenească” a fost inventată de Stalin ca și „limba moldovenească”.[necesită citare]

## Discipoli
- Vladimir Caraganciu
- Mihai Pasa
- Mihai Chiosa
- Mihail Riabov